# The Who
The Who este una dintre cele mai importante trupe de muzică rock ale tuturor timpurilor, renumită pentru albumele conceptuale Tommy și Quadrophenia și pentru hituri precum My Generation și Won’t Get Fooled Again. În componența ei clasică, constând din Pete Townshend (chitară), Roger Daltrey (vocal), John Entwistle (bas) și Keith Moon (tobe), formația a activat de la formarea sa în 1964 până în 1978, anul morții lui Keith Moon. În acest interval, The Who au devenit faimoși și au lansat majoritatea albumelor de studio.
Moartea neașteptată a lui Keith Moon a marcat intrarea în declin, urmând încă două albume de studio la începutul anilor 80 cu toboșarul Kenny Jones. În afara înregistrării unui cântec în scopuri caritabile în 1991, formația The Who s-a reunit doar pentru concerte și turnee live sporadice, Townshend, Daltrey și Entwistle fiind acompaniați de diverși instrumentiști. După moartea lui John Entwistle în 2002, ceilalți doi membri originali au continuat ideea înregistrării unui nou album de studio, care a fost scos în anul 2006 (Endless Wire).

## Discografie

### Albume de studio
- My Generation (3 decembrie 1965)
- A Quick One (9 decembrie 1966)
- The Who Sell Out (15 decembrie 1967)
- Tommy (23 mai 1969)
- Who's Next (31 iulie 1971)
- Quadrophenia (19 octombrie 1973)
- The Who by Numbers (18 octombrie 1975)
- Who Are You (18 august 1978)
- Face Dances (16 martie 1981)
- It's Hard (4 septembrie 1982)
- Endless Wire (31 octombrie 2006)

### Albume live
- Live at Leeds (16 mai 1970), desemnat de către New York Times drept „cel mai bun album din concert care a existat vreodată” [1]
- Who's Last (decembrie 1984)
- Join Together (martie 1990)
- Live at The Isle of Wight Festival 1970 (29 octombrie 1996)
- BBC Sessions (15 februarie 2000)
- Blues to The Bush (19 martie 2000)
- Live at The Royal Albert Hall (5 decembrie 2003)
- Encore Series 2002 (2002)
- Encore Series 2004 (2004)
- Encore Series 2006 (2006)
- Live from Toronto (21 aprilie 2006)

### Compilații
- Magic Bus: The Who on Tour (septembrie 1968)
- Direct Hits (1968)
- Meaty Beaty Big and Bouncy (30 octombrie 1971)
- Odds & Sods (28 septembrie 1974)
- Hooligans (octombrie 1981)
- Join Together (1982)
- Who's Greatest Hits (23 noiembrie 1983)
- Rarities Volume I & Volume II (14 august 1983)
- The Who Collection, Volume One (10 decembrie 1985)
- The Who Collection, Volume Two (1985)
- Two's Missing (11 aprilie 1987)
- Who's Better, Who's Best (1988)
- Thirty Years of Maximum R&B (5 iulie 1994)
- My Generation: The Very Best of The Who (27 august 1996)
- The Ultimate Collection (11 iunie 2002)
- The Best of The Who (2003)
- Then and Now (30 martie 2004)

### EP-uri și soundtrackuri
- Ready Steady Who (11 noiembrie 1966)
- The Kids Are Alright (24 iunie 1979)
- Quadrophenia (13 august 1979)
- Amazing Journey: The Story of The Who (24 martie 2008)